# Center za raziskovanje družbenega komuniciranja
Center za raziskovanje družbenega komuniciranja (kratica CRDK) je raziskovalna enota, ki deluje v sklopu Inštituta za družbene vede Fakultete za družbene vede v Ljubljani.
Center izvaja številne raziskave na različnih področjih družbenega komuniciranja. Trenutni vodja centra je dr. Slavko Splichal.